# باز سیاه کوبایی
باز سیاه کوبایی (نام علمی: Buteogallus gundlachii) نام یک گونه از سرده سارگپه‌های خروسی است.